# Isoparce
Isoparce es un género de lepidópteros glosados de la familia Sphingidae, dentro del clado Ditrysia.

## Especies
- Isoparce cupressi - (Boisduval, [1875])
- Isoparce broui - Eitschberger, 2001